# Astrobiologia
L'astrobiologia è una scienza che studia l'origine, l'evoluzione e la distribuzione delle forme di vita nell'universo, cercando di scoprire se esistono forme di vita nate fuori dal pianeta Terra.
L'astrobiologia coinvolge in tutto il mondo un gran numero di ricercatori appartenenti a varie discipline: astronomia, biologia, scienze della Terra, matematica, scienze e tecnologie delle telecomunicazioni, ma anche sociologia  e filosofia.  L'Unione Astronomica Internazionale, che raccoglie tutti gli astronomi professionisti, ha una sezione dedicata all'astrobiologia (Commissione F3 Astrobiology), ed esistono Istituti di astrobiologia presso diverse Istituzioni scientifiche, quali per esempio il NASA Astrobiology Institute, il Centro de Astrobiología. Due riviste scientifiche internazionali si occupano esclusivamente di astrobiologia: Astrobiology e International Journal of Astrobiology. Diverse associazioni di ricerca professionali raccolgono gli scienziati che si occupano di astrobiologia; le principali sono The International Society for the Study of the Origin of Life – The International Astrobiology Society (ISSOL)  e l'European Astrobiology Network Association (EANA), che raccoglie le società di astrobiologia che operano in Europa. In Italia esistono alcuni insegnamenti universitari di astrobiologia e un corso di studi magistrale in inglese che prevede la scelta di un curriculum a sfondo astrobiologico della durata dell'intero corso di studi.
Questa scienza in passato veniva definita anche bioastronomia o esobiologia; tali denominazioni sono usate ancora da qualche autore.

## Storia
L'idea che possa esistere vita al di fuori del pianeta Terra è molto antica. Già nell'antica Grecia il filosofo Democrito sosteneva che, poiché tutto nell'universo era fatto da atomi, e la vita stessa era fatta da atomi, allora la vita doveva esistere in tutto l'universo. Le teorie di Democrito furono sostenute anche da filosofi successivi, come Epicuro e Lucrezio, mentre furono criticate da altri, in particolare da Aristotele, che sosteneva l'immutabilità e la perfezione dei cieli composti di etere, sostenendo inoltre che ogni elemento (terra, acqua, aria e fuoco) tende a un suo unico centro del moto, e quindi non possono esistere altri mondi oltre al nostro. La visione Aristotelico-Tolemaica dell'universo divenne poi l'idea accettata dal Cristianesimo e non fu messa in discussione fino alla fine del Medioevo e al Rinascimento, quando si diffuse la teoria eliocentrica di Copernico. Alla fine del XVI secolo Giordano Bruno affermò l'esistenza di infiniti mondi sostenendo che l'opera di Dio non poteva limitarsi solo a un mondo nell'universo. Nei secoli successivi l'idea della pluralità dei mondi fu sostenuta da molti filosofi e scienziati, quali Cartesio, Huygens (che afferma la possibilità che altri pianeti ospitino forme di vita), Fontenelle e Voltaire. Quest'ultimo scrisse il romanzo Micromégas, che ha come protagonisti esseri provenienti da Sirio e Saturno, ed è considerato uno dei primi esempi di fantascienza.
Alla fine dell'Ottocento Schiaparelli osservò Marte e descrisse delle strutture allungate da lui definite genericamente canali, ma ritenuti da alcuni astronomi come canali artificiali, opera di una civiltà intelligente. Grande sostenitore di questa ipotesi fu Lowell, che pubblicò molto al riguardo e descrisse ampiamente questi canali, diffondendo l'idea, perdurata a lungo, che Marte fosse abitato. Solo negli anni sessanta, con le prime missioni spaziali su Marte, le nuove foto e le mappe delle sonde Mariner confutarono l'ipotesi dei canali e descrissero il pianeta come arido e desertico.
Nel XIX secolo Darwin introdusse l'idea dell'evoluzione della vita da organismi semplici verso specie complesse, mentre nello stesso periodo la nascita della spettroscopia permise di scoprire che nell'universo sono diffusi gli stessi elementi chimici presenti sulla Terra, sostenendo l'idea che potessero formarsi pianeti intorno ad altre stelle. Negli stessi anni Pasteur dimostrò che la vita si genera solo da altra vita e non da cose inanimate.
Il dibattito sull'origine della vita sulla Terra negli anni successivi si spinse oltre, arrivando a ipotesi estreme come la panspermia, che fa l'ipotesi che le forme di vita terrestri siano nate altrove e poi portate sul nostro pianeta, sotto forma di spore spinte dalla luce solare fino allo spazio interstellare come sostenuto da Kelvin e Arrhenius, oppure sia stata volontariamente portata sulla Terra tramite navi spaziali, come proposto da Crick e Orgel. L'ipotesi della panspermia fu negata da Haldane e Oparin, i quali proposero che la vita si sia generata da una combinazione di proprietà chimiche a partire da molecole organiche, senza necessità di un intervento esterno. L'esperimento effettuato da Miller e Urey nel 1953 dimostrò che alcuni amminoacidi si potevano formare da molecole semplici come idrogeno, ammoniaca e metano.
Nel Novecento, l'invenzione dei ricevitori radio e più tardi del radiotelescopio portò nuovi strumenti alla ricerca di vita extraterrestre. Già negli anni venti Marconi tentò senza successo di captare segnali da Marte. Successivamente Cocconi e Morrison proposero di cercare segnali radio provenienti da altre stelle, come prova dell'esistenza di civiltà intelligenti. Nel 1961 Drake sviluppò un'equazione per determinare il numero di civiltà in grado di comunicare. Poco dopo nacquero i primi progetti SETI per la ricerca di vita extraterrestre e nel 1974 venne trasmesso il primo messaggio radio verso altre civiltà, seguito dai messaggi posti sulle sonde Pioneer e Voyager. Dyson invece descrisse la possibilità che una civiltà evoluta possa creare una sfera attorno alla propria stella per utilizzarne l'energia e propose di cercare segnali nell'infrarosso.
Negli ultimi decenni la scoperta degli esopianeti ha portato a nuovi progetti, che prevedono l'analisi spettroscopica dell'atmosfera di questi corpi alla ricerca di ossigeno, ozono e clorofilla. Nel sistema solare la ricerca si concentra su Marte e sui satelliti di Giove e Saturno, che potrebbero ospitare forme di vita microscopiche.

## Sostanze essenziali per gli esseri viventi e loro diffusione nello spazio

### Genesi degli elementi chimici
Si stima che l'universo si sia formato 13,8 miliardi di anni fa da quello che è comunemente chiamato Big Bang. Ci sono due momenti, avvenuti dopo il Big Bang, particolarmente interessanti per la formazione di pianeti e per l'esistenza della vita. Il primo è la nucleosintesi primordiale, immediatamente successiva al Big Bang, che ha creato gli elementi iniziali dell'universo e che è poi proseguita all'interno delle stelle. Il secondo è la formazione di strutture, quali galassie, stelle e pianeti. Gli elementi chimici generati agli esordi del nostro universo sono stati elio, idrogeno e, in piccola parte, litio, distribuiti in enormi nubi di gas. Sotto l'azione della forza di gravità, anche all'epoca attuale le nubi di gas collassano su se stesse, riscaldandosi e dando origine alle stelle. Nella parte centrale delle stelle, il core, avviene la fusione nucleare in cui quattro atomi di idrogeno collidono tra loro unendosi a formare elio (bruciamento dell'idrogeno tramite la reazione protone-protone). Nelle stelle con una massa di almeno 0.4 masse solari, l'elio del core viene successivamente convertito in carbonio (reazione 3 alfa). Solo nelle stelle più massicce del Sole avviene la fusione degli elementi più pesanti, con il bruciamento del carbonio e la successiva produzione, bruciamento dopo bruciamento, di elementi più pesanti: ossigeno, neon, silicio… La fase finale dei processi di nucleosintesi è la trasformazione del silicio in ferro. Dato che la fusione del ferro è un processo endotermico, cioè non può avvenire senza richiedere energia, le reazioni si arrestano, la stella inizia un collasso gravitazionale non più bilanciato dalla pressione del gas, ed esplode in una supernova. Gli elementi più pesanti del ferro si formano durante questo tipo di evento, tramite la cattura neutronica, nella quale un flusso di neutroni prodotto dall'esplosione impatta sui nuclei, generando gli elementi mancanti.

### Elementi e molecole di importanza biologica

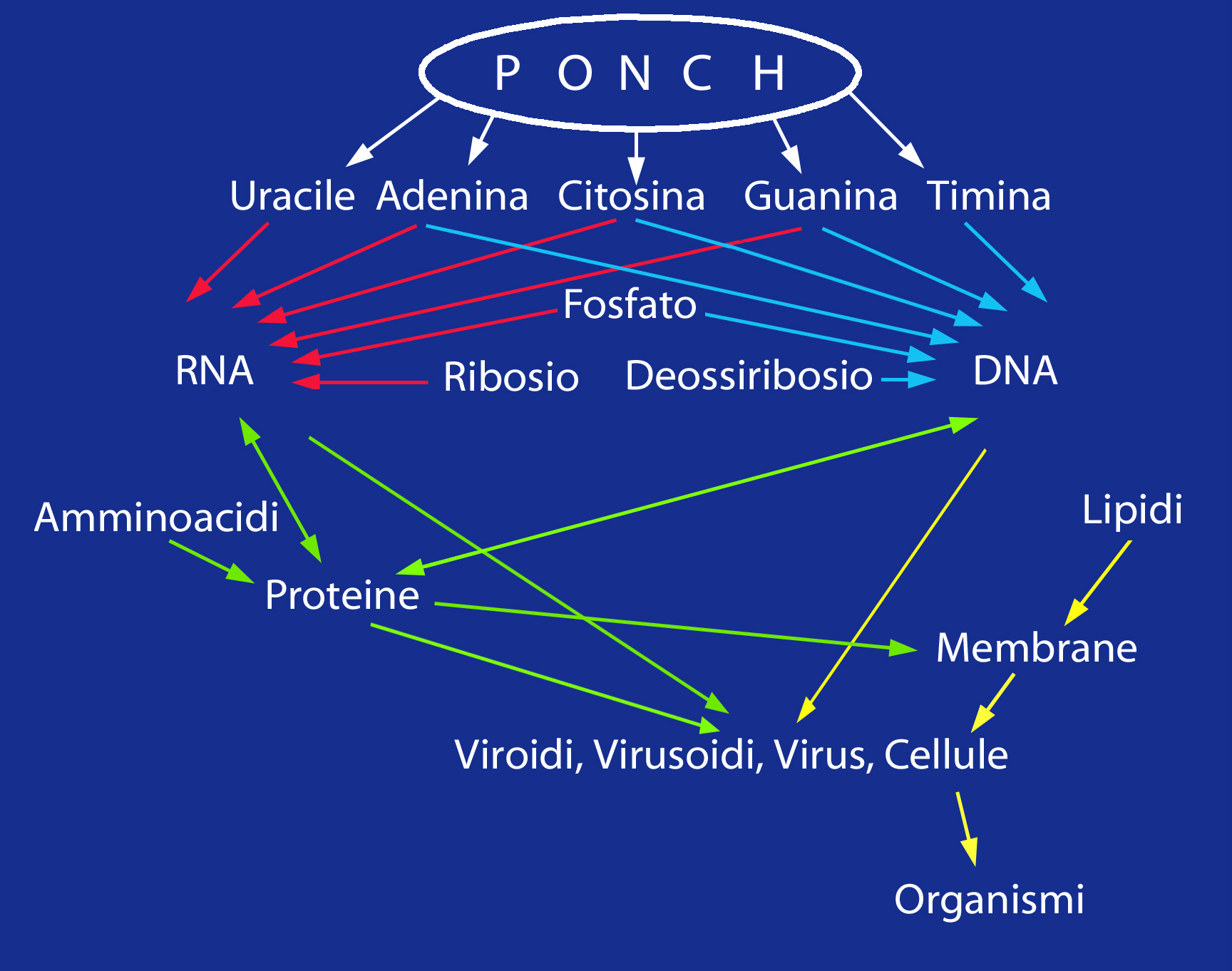
Il passaggio dagli elementi chimici essenziali (H,C,N,O,P) alle molecole biologiche e dalle forme di vita elementari agli organismi.

Gli elementi chimici principali che sono alla base della vita, così come la conosciamo, sono il fosforo, l'ossigeno, l'azoto, il carbonio e l'idrogeno, noti sotto l'acronimo PONCH. Un ruolo importante è svolto anche dallo Zolfo, come fonte di processi energetici di alcuni processi biologici. Tra questi elementi il carbonio è il più importante e interessante per la vita. Nessun elemento chimico è in grado di formare tanti composti quanti il carbonio, non solo per il numero ma anche per la varietà. Una proprietà chimica del carbonio è la possibilità di formare legami covalenti mettendo a disposizione i quattro elettroni di valenza, formando legami singoli, doppi o tripli. Un'altra proprietà importante è la capacità di formare catene carboniose di lunghezza variabile, con strutture lineari, ramificate o ad anello e contenendo legami doppi o anche tripli. Queste catene hanno una caratteristica importante, non si spezzano e non reagiscono facilmente. Inoltre, visto che i legami possono essere posizionati in modo molto vario, spesso si verifica che esistono molecole con lo stesso numero di atomi ma con strutture diverse e proprietà differenti. Tali molecole sono chiamate isomeri e ne sono un esempio il glucosio e il fruttosio.
Tra le molecole di grande importanza biologica formate dal carbonio ci sono i monosaccaridi. Queste molecole hanno una composizione e una struttura caratteristica: una catena carboniosa che contiene da tre a sette atomi di carbonio; un atomo di carbonio che porta il gruppo carbonilico (C=O); tutti gli altri atomi di carbonio che legano il gruppo ossidrilico (-OH). I monosaccaridi si differenziano tra loro in base al numero di atomi di carbonio e per la posizione del gruppo carbonilico. Si dicono chetoni i monosaccaridi che hanno il gruppo carbonilico al secondo posto della catena, aldeidi se si trova all'inizio. I monosaccaridi si possono presentare in due forme: lineare o ad anello. La forma ad anello è più stabile nelle condizioni in cui vivono le cellule e quindi si incontra più frequentemente. Altri isomeri importanti si differenziano per il numero di atomi di carbonio. Gli esosi sono formati da sei atomi e il glucosio ne è un esempio. Se le catene sono formate da cinque atomi di carbonio sono detti pentosi; due di essi, il ribosio e il desossiribosio, formano l'impalcatura per gli acidi nucleici dell'RNA e del DNA. Gli zuccheri che si trovano in natura hanno una configurazione destrogira.
Un altro gruppo di molecole che svolge un ruolo fondamentale sono gli amminoacidi. Alla base delle proteine, gli amminoacidi sono composti da un gruppo amminico (−{\displaystyle {\ce {NH2}}}) e da un gruppo carbossilico (-COOH) legati ad un atomo di carbonio α in configurazione levogira e da una catena laterale, detta gruppo radicale (gruppo R). Il gruppo R contiene importanti gruppi funzionali dai quali dipendono sia la struttura tridimensionale sia le specifiche proprietà chimiche dell'aminoacido. In natura si possono riconoscere una ventina di amminoacidi utilizzati per la sintesi proteica dalle cellule.
Altre biomolecole alla base della vita sono i lipidi. Esistono diverse classi di lipidi ma sono tutte accomunate dalla caratteristica di essere idrofobici. I grassi possono essere saturi, se presentano solo legami singoli tra atomi di carbonio, o insaturi, se contengono uno o più legami doppi (polinsaturi). Quando tre acidi grassi si legano a una molecola di glicerolo tramite un legame estere (C-O) si forma un trigliceride, che ha la funzione di deposito di energia. Quando uno degli acidi grassi viene sostituito da un composto formato da un gruppo fosfato si viene a formare un fosfolipide. Nei fosfolipidi il gruppo funzionale fosfato presenta una carica negativa, perciò questa parte di molecola è idrofila. In ambiente acquoso i fosfolipidi tendono ad allinearsi in modo tale da rivolgere il gruppo fosfato, la "testa", verso l'acqua, mentre le "code", formate dai grassi, tendono a radunarsi l'una vicino all'altra formando così un doppio strato fosfolipidico. Le membrane biologiche hanno questo tipo di struttura. Altre classi di lipidi sono i carotenoidi, un pigmento responsabile dell'assorbimento della luce nelle piante, e gli steroidi, dei composti organici contraddistinti da uno scheletro ad anelli che hanno messo in comune alcuni atomi di carbonio e hanno funzioni strutturali, come ad esempio il colesterolo, oppure ormonali.
Infine, come gruppo di biomolecole essenziali, troviamo gli acidi nucleici. Essi sono polimeri specializzati nella conservazione, trasmissione e utilizzo dell'informazione genetica. Esistono due tipi di acidi nucleici per noi essenziali: il DNA (acido desossiribonucleico) e l'RNA (acido ribonucleico). I monomeri alla base della catena sono chiamati nucleotidi e sono formati da uno zucchero pentoso, un gruppo fosfato e una base azotata. Queste ultime possono assumere due forme chimiche: una struttura ad anello semplice, chiamata pirimidina, o una a doppio anello chiamata purina. Le basi azotate costituenti il DNA sono Citosina e Timina, cioè purine, Guanina e Adenina, ovverosia pirimidine; lo zucchero è il desossiribosio. Contrariamente l'RNA possiede l'Uracile al posto della Timina e il Ribosio come zucchero, che ha un ossigeno in più rispetto al desossiribosio. I nucleotidi svolgono anche altri ruoli come ad esempio nell'ATP (adenintrifosfato), che agisce da trasportatore di energia in molte reazioni chimiche.

### Formazione di molecole nello spazio

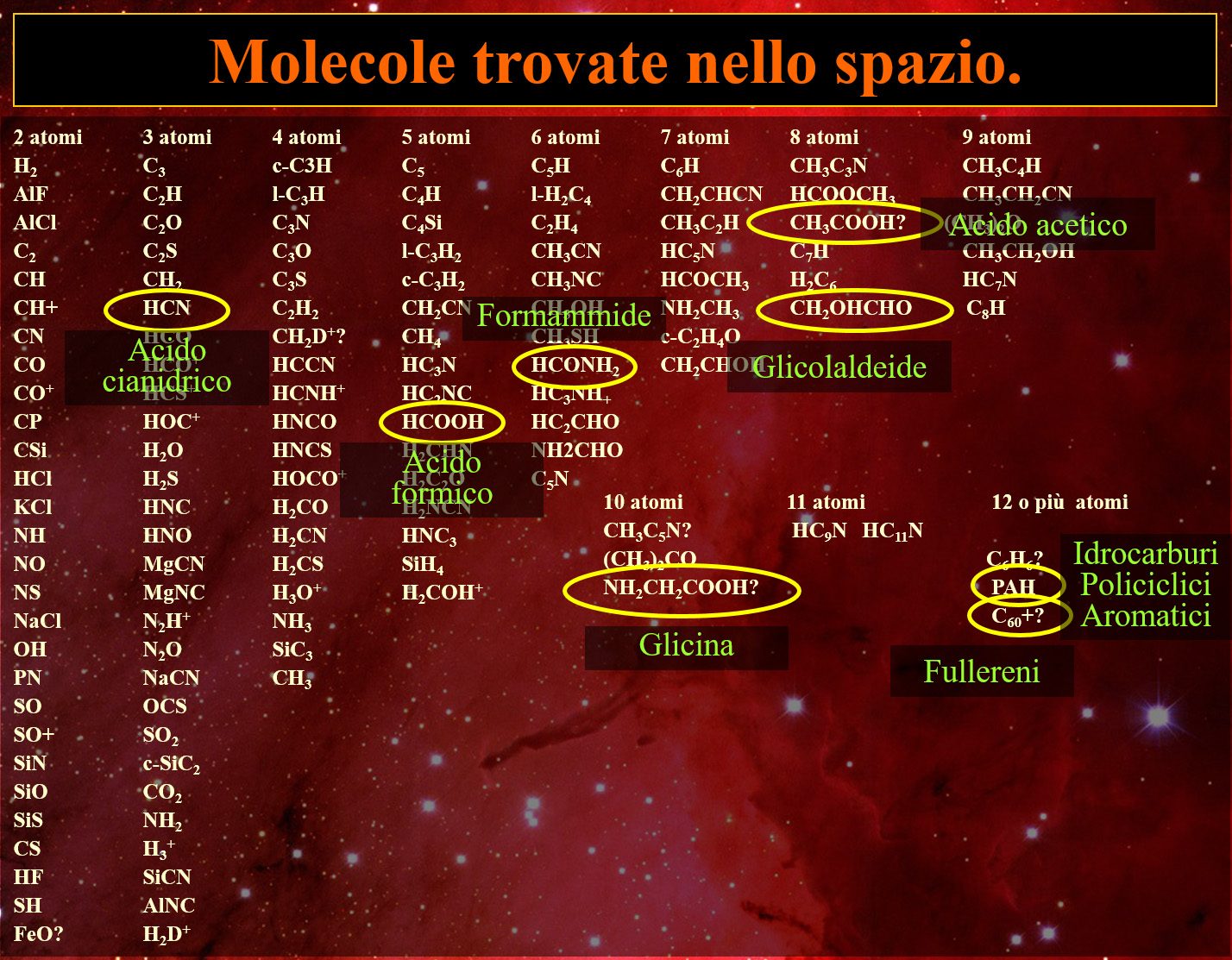
Molecole trovate nello spazio attraverso osservazioni a varie lunghezze d'onda, con evidenziate alcune molecole di importanza biologica.

Una volta espulsi nello spazio dalle esplosioni di supernova e, dall'emissione delle nebulose planetarie e dai venti stellari, gli atomi si combinano tra loro nello spazio a formare molecole. Data l'abbondanza di carbonio creato dalla nucleosintesi, molte di queste molecole sono organiche. La materia organica è un costituente fondamentale dei sistemi viventi e rappresenta una delle sostanze dalle quali la vita si è sviluppata sulla terra primordiale. La produzione di materia organica nello spazio risulta complicata a causa della bassa densità del mezzo interstellare e per la presenza della radiazione UV  e raggi X che portano a una rapida dissociazione delle molecole più complesse. Intorno alle supergiganti rosse ricche di carbonio avviene la produzione di idrocarburi aromatici, questi vengono espulsi dal vento stellare e poi catturati da nubi di polveri e gas, con basse temperature ed alta estinzione, che scherma la radiazione, impedendone la dissociazione. Le temperature che caratterizzano le nubi non permettono i processi chimici noti tra molecole neutre, reazioni che procederebbero a velocità talmente basse da non poter spiegare in alcun modo le abbondanze molecolari osservate. Bisogna quindi considerare le reazioni che avvengono tra specie ionizzate, con conseguente interazione elettromagnetica tra le particelle. La ionizzazione delle particelle si verifica in generale per l'interazione con fotoni e raggi cosmici. Lo ione {\displaystyle {\ce {H+}}}è di fondamentale importanza, poiché costituisce uno dei punti di partenza della chimica in fase gassosa, tramite un tipo di reazione che va sotto il nome di reazioni di trasferimento di carica.
Altro fattore molto importante è la presenza di grani di polvere cosmica. Tali particelle hanno una struttura irregolare che svolge un duplice ruolo: fa da schermo alla radiazione con lunghezza d'onda minore delle dimensioni dei grani e fa da catalizzatore per la sintesi di nuove molecole attraverso molteplici tipi di reazioni chimiche.
Le molecole interstellari trovate nello spazio sono più di cento; tra esse diverse molecole di interesse biologico, come acido cianidrico, acido formico, formammide, acido acetico e glicoladeide, con la possibile scoperta (non confermata) di glicina, uno degli amminoacidi della biologia terrestre. Sotto condizioni opportune, queste molecole nello spazio interstellare possono formare amminoacidi e basi azotate. In conclusione, le molecole che si possono formare nello spazio interstellare, con e senza l'aiuto delle polveri cosmiche, sono molte e anche molto complesse. I venti di particelle prodotti dalle supernovae e la rotazione della Via Lattea, in 14 miliardi di anni dalla sua nascita, hanno distribuito questa enorme quantità di molecole organiche ovunque. Le nubi di gas interstellare attuali possiedono già in tutta la Via Lattea le molecole adatte a formare composti biologici, nel momento in cui nascono nuove stelle coi loro pianeti. Su nuovi pianeti, queste molecole potrebbero dare luogo alla comparsa di forme di vita, come è avvenuto circa 4,6 miliardi di anni fa per la Terra.

## Nascita della Terra e del Sistema solare

### Nascita del Sistema solare

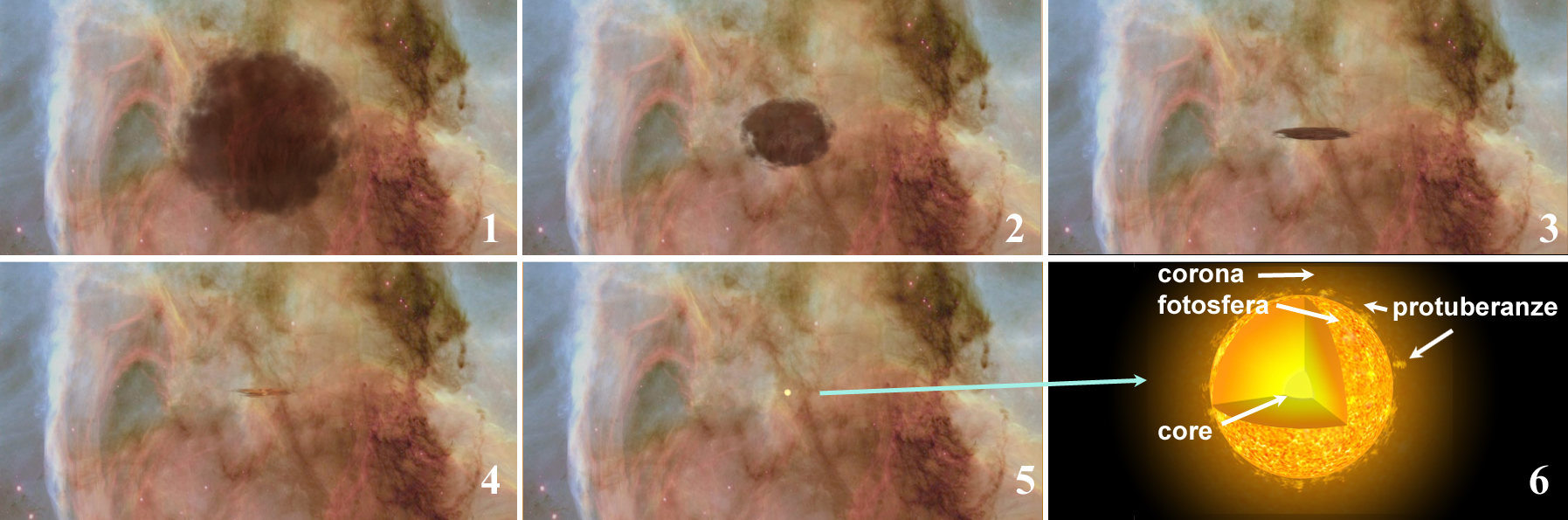
Nascita di una stella e del disco protoplanetario intorno.

Grazie a modelli teorici ed osservazioni condotte da telescopi come ALMA e HST, si pensa che i sistemi planetari nascano da una nube di gas interstellare.
Si ritiene che lo stesso processo sia avvenuto anche per il Sistema solare. Le dimensioni stimate della nube di gas interstellare da cui esso si deve essere formato sono di circa 10^4 U.A. (Unità astronomica). Si crede che questa nube, formata per la maggior parte da idrogeno e polvere interstellare, ruotasse su sé stessa. La rotazione di questa nube spiegherebbe perché la gran parte dei corpi presenti abbia lo stesso verso di rotazione attorno al Sole e intorno al proprio asse.
Nel momento in cui la forza di gravità, dovuta alla massa della nube stessa, supera la forza di pressione del gas che la compone, inizia un processo che porta la struttura a collassare su se stessa, aumentando così la densità centrale della nube e dando origine alla stella attorno a cui i futuri pianeti ruoteranno. Dopo un periodo di tempo superiore ai 200 000 anni il collasso della nube forma una struttura schiacciata sui poli di rotazione che gli studiosi chiamano disco protoplanetario o disco circumstellare. Bisogna ricordare che man mano che avviene il collasso la rotazione del disco deve rispettare la legge di conservazione del momento angolare, che fa sì che se le dimensioni del disco diminuiscono, la sua velocità di rotazione aumenti. Inoltre nelle regioni più equatoriali della nube la forza centrifuga raggiunge livelli tali da riuscire a contrastare la forza di gravità evitando che il materiale cada verso il centro. Si stima che il tempo di sopravvivenza del disco protoplanetario sia tra i 5 e i 10 milioni di anni.
L'evoluzione dei dischi è determinata da diversi processi come per esempio la fotoevaporazione, che portano il disco ad attraversare diverse fasi di sviluppo: disco completo, disco di pre-transizione e disco di transizione. Il risultato finale è un sistema planetario in cui il disco si è dissolto completamente. Abbiamo le prove di questi processi grazie ad immagini del telescopio ALMA. Spesso le osservazioni vengono fatte nell'infrarosso, per riuscire a vedere la radiazione che viene riemessa dalle polveri, illuminate dalla stella centrale. Oltre al sistema planetario si possono spesso osservare, anch'essi nell'infrarosso, quelli che vengono chiamati dischi di detriti (o cintura asteroidale). Nel Sistema solare ci sono ben tre dischi di detriti: la Fascia principale, la Fascia di Kuiper  e la Nube di Oort.
Contemporaneamente all'evoluzione del disco, i grani di polvere, tramite un processo di collisione e incollaggio tra loro, formano corpi sempre più grandi che quando raggiungono la dimensione di 10 – 20 km vengono chiamati Planetesimi. Questi sono composti per la maggior parte da silicati ed elementi chimici più pesanti (ferro, nichel...), i quali formano solo l'1% della composizione chimica del disco, che è per la maggior parte composto da idrogeno. È grazie alle ripetute collisioni di questi corpi celesti primordiali e alla loro aggregazione in oggetti sempre più grandi che si formano i pianeti. Essi, per via della loro massa notevole, riescono ad attrarre sempre più materiale, accrescendosi ulteriormente. Se il materiale in questione è gas, esso può formare un'atmosfera primordiale di idrogeno, che verrà successivamente arricchita da elementi più pesanti. Un ruolo molto importante è giocato dalla temperatura. I pianeti rocciosi infatti, che si trovano nella zona più interna (e quindi più calda) del disco, accumulano solo una lieve atmosfera, poiché l'idrogeno tende a raggiungere la velocità di fuga e quindi a sfuggire, mentre i pianeti più esterni, che si trovano nella zona più fredda, riescono a formare un'atmosfera che diventa sempre più abbondante e si stratifica. Ad una certa distanza la temperatura è tale da formare ghiaccio, d'acqua ma anche di metano e ammoniaca. Questa distanza è chiamata Snow Line e nel Sistema solare corrisponde a 2,7 U.A..
Esistono diversi modelli che provano a descrivere l'evoluzione dinamica negli istanti successivi alla formazione dei pianeti, e in questi anni più accreditato è il Modello di Nizza.

### Ricerca di pianeti intorno ad altre stelle

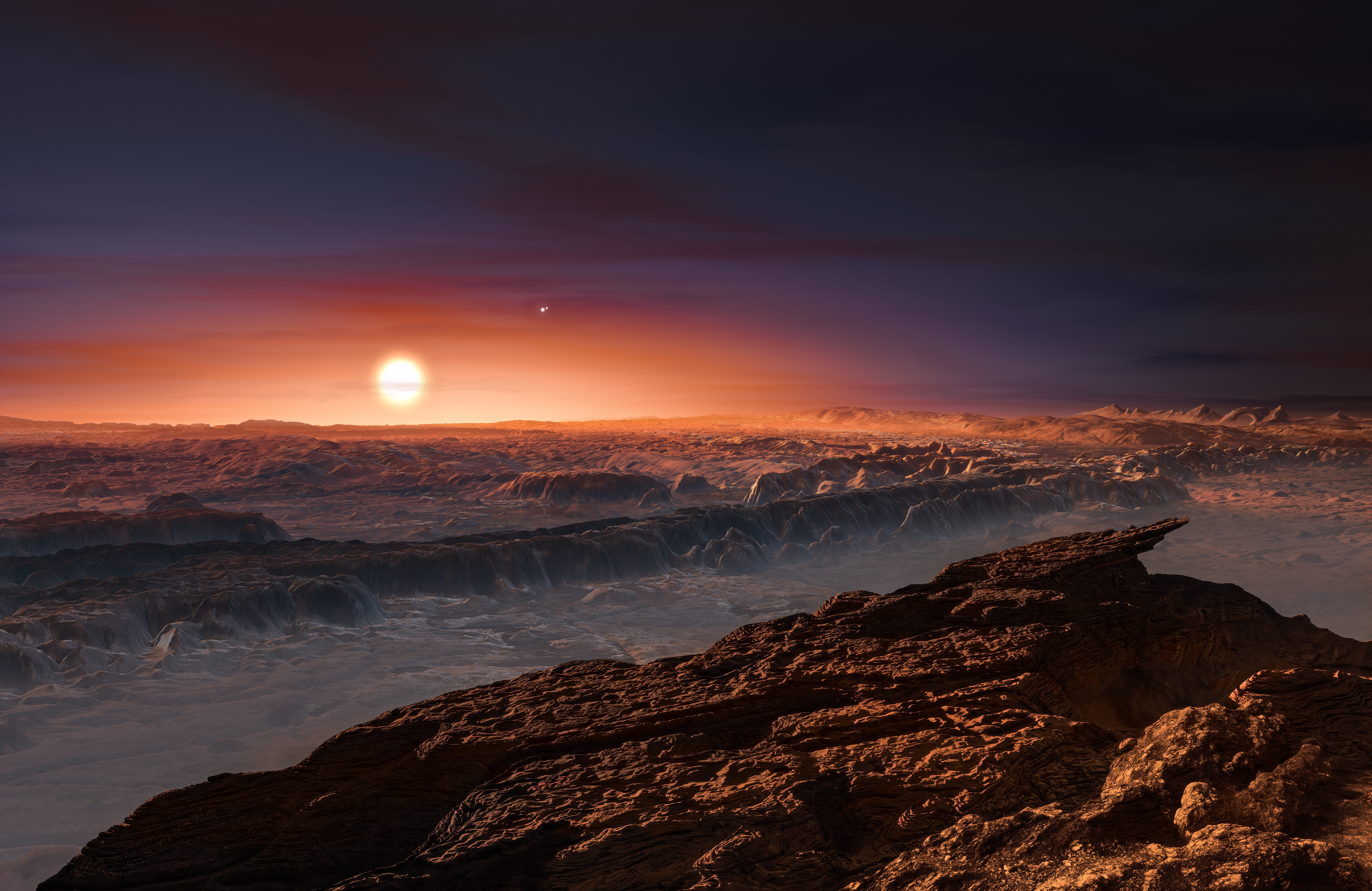
Paesaggio immaginario del pianeta b intorno alla stella più vicina, Proxima Centauri

Individuare pianeti attorno ad altre stelle, detti esopianeti  è estremamente difficile, e questo è ovvio soprattutto se si pensa alle differenza di luminosità tra la stella e il corpo orbitante. Infatti la stella è così luminosa da non permetterci di osservare nulla nelle sue immediate vicinanze. Per questo motivo, ed anche per la differenza di dimensioni, gli scienziati hanno trovato solo recentemente metodi sempre più raffinati e usato strumenti estremamente sensibili per scoprirli.
Dagli anni ottanta in poi sono stati confermati circa 4000 esopianeti e moltissimi sono in attesa di accertamento e conferma. Ovviamente la ricerca di pianeti attorno ad altre stelle inizia a diventare importante per l'astrobiologia nel momento in cui si trovano pianeti potenzialmente abitabili, in grado di ospitare forme di vita simili a quelle terrestri.
Le caratteristiche essenziali che deve avere un pianeta per ospitare vita come la conosciamo noi sono molte e rare da trovare. Infatti requisiti essenziali sono la presenza di acqua liquida sulla superficie, la presenza di un campo magnetico e di un'atmosfera. Importante è anche la sua posizione rispetto alla stella che lo ospita e soprattutto il tipo di stella. Infatti stelle di classe spettrale "O" o di tipo "B" (si veda classificazione stellare)  bruciano le risorse energetiche troppo velocemente (in meno di 5 milioni di anni) e questo non da tempo ad un eventuale pianeta di formarsi e creare le condizioni ambientali che rendono favorevole la nascita della vita. Inoltre le regioni attorno a queste stelle sarebbero sovrabbondanti di radioattività dovuta all'intensa emissione di raggi X e UV, particolari di una stella di tipo O o B. Dunque una ricerca di pianeti potenzialmente abitabili si dovrebbe concentrare su stelle appartenenti al resto delle classi spettrali (A, F, G, K, M). Ovviamente pianeti troppo vicini risentirebbero troppo delle forze mareali dovute alla stella e godrebbero di una temperatura superficiale troppo elevata, come d'altronde pianeti troppo lontani non riceverebbero abbastanza radiazione solare per metro quadrato di superficie ritrovandosi così ghiacciati.
La distanza perfetta dalla stella ospitante esiste, è chiamata dagli scienziati zona abitabile, ed è quell'intervallo di distanze che permette la formazione stabile di acqua liquida sulla superficie. Ovviamente questo non significa che ogni pianeta nella zona abitabile sia effettivamente ad ospitare forme di vita. Basti pensare che oltre alla Terra, sia Venere che Marte si trovano nella zona abitabile del Sole.
Un aspetto più tecnico è rappresentato infine dalla fase T-Tauri, che contribuisce al processo di evaporazione del disco. Infatti questa fase, attraverso cui passa l'evoluzione della stella, è essenziale in quanto è la causa di una irregolare e violenta, se pur necessaria, emissione di energia che ha ripulito le zone che circondano i pianeti. Nel caso del Sistema solare si stima che sia avvenuta dopo circa 100 milioni di anni dalla nascita del Sole. Molte altre stelle mostrano questa fase nella nostra galassia. Se il processo di evaporazione del disco non fosse efficiente, allora i protopianeti resterebbero immersi per miliardi di anni nel disco di polveri ricevendo radiazione solare in minor quantità e non riuscendo a raggiungere una situazione ottima per la nascita della vita. Queste condizioni possono verificarsi nelle stelle più massicce, come Beta Pictoris, che evolvendosi velocemente hanno una fase T-Tauri troppo breve per spazzare via il disco protoplanetario.
I metodi di individuazione di pianeti extrasolari sono diversi e vengono qui citati solo i principali:
- Metodo delle Velocità Radiali. Ogni oggetto del Sistema solare ruota attorno ad un comune centro di massa, e questo succede anche ai pianeti di un'altra stella. Osservando le sue righe spettrali ci si accorge che in realtà esse si spostano periodicamente rispetto alla posizione in cui sarebbero se la stella fosse stazionario. Questo effetto è conosciuto come Effetto Doppler, e in questo caso è dovuto al fatto che la stella in questione oscilla per via della presenza di un corpo massiccio nelle immediate vicinanze, un pianeta per l'appunto.
- Metodo dei Transiti. Se il pianeta nella sua orbita attraversa esattamente la nostra linea di vista, allora quello che si può fare è misurare la variazione di luce causata dall'eclissi della stella da parte del pianeta.  Nel momento in cui il pianeta gli passa davanti, lo strumento riesce a misurare una diminuzione della sua luminosità. Grazie a questo metodo si riesce a calcolare il periodo (dopo due transiti successivi), la massa e la distanza del pianeta dalla stella.
- Lente Gravitazionale, che sfrutta la situazione in cui il pianeta e la stella sono allineati, rispetto alla nostra linea di vista, riuscendo così a far convergere la luce verso un punto specifico (noi) permettendoci così di individuare il corpo orbitante.
- Osservazione diretta. Possibile solo per pianeti non troppo distanti, è un metodo utilizzato di rado. Grazie al posizionamento di un occultatore sull'immagine del disco ottico, il telescopio è in grado di osservare e fotografare la luce della stella riflessa da oggetti nelle vicinanze.
- Osservazioni nell'infrarosso. Attraverso l'osservazione nell'infrarosso è possibile rintracciare la radiazione che viene riemessa dalle polveri illuminate dalla stella centrale e trovare così giovani dischi protoplanetari, da cui nascono i pianeti, o i più vecchi dischi di detriti, presenti nei sistemi planetari e anche nel Sistema solare. Questo metodo non permette di rintracciare il pianeta, ma solo indicatori della loro presenza.[30]

### Evoluzione della superficie e atmosfera terrestri
Per via delle alte temperature che si registrano nella zona interna del Sistema solare, i pianeti rocciosi non sono riusciti a tenere la maggior parte della quantità di idrogeno ed elio che componeva la loro primissima atmosfera. Infatti gli atomi superavano facilmente la velocità di fuga del pianeta riuscendo così a sfuggire dalla sua gravità. Questo è accaduto anche alla Terra. Su pianeti come Giove, Saturno, e gli altri giganti gassosi, la temperatura non era così alta e questi sono riusciti a mantenere l'atmosfera primordiale e continuare ad accumulare gas e quindi ad aumentare la loro massa. Mentre le atmosfere dei pianeti rocciosi sono molto diverse sia da quelle primordiali che tra di loro, quelle dei pianeti gassosi sono praticamente rimaste immutate, e hanno all'epoca attuale una composizione chimica simile a quella del Sole e del disco protoplanetario.
La storia delle atmosfere dei pianeti interni è stata moto diversa. Dopo aver perso la maggior parte dell'atmosfera primordiale, grazie all'intensa attività vulcanica, essi hanno creato un'atmosfera secondaria di elementi chimici molto diversi. Questo processo ha riempito i pianeti di vapore d'acqua (H2O), anidride carbonica (CO2), solfati e azoto (N2). Da qui in poi la vita delle atmosfere dei pianeti rocciosi è stata diversa: Mercurio per via della troppa vicinanza al Sole e la mancanza di campo magnetico non è riuscito a trattenere nemmeno l'atmosfera secondaria, così come Marte, che ha un debolissimo campo magnetico, che è un elemento essenziale per la protezione dell'atmosfera dal vento solare.
La concentrazione dell'anidride carbonica di Marte è del circa il 95%, livello molto simile a quella di Venere. È grazie alla fissazione del carbonio nelle rocce carbonatiche, tramite le piogge, i fiumi e la deposizione nei fondali marini, che una parte dell'anidride carbonica è stata sottratta dall'atmosfera terrestre. La fissazione del carbonio si basa sulla Reazione di Urey che può essere semplificata come segue:
CO2 + CaSiO3 → CaCO3 + SiO3
in cui un catalizzatore è l'acqua.
Ma la maggior parte dell'anidride carbonica presente all'origine sulla Terra è scomparsa grazie alla successiva comparsa della fotosintesi clorofilliana nei cianobatteri e nella vegetazione. La fotosintesi ha prodotto l'attuale 21% di ossigeno facendo divenire il poco azoto originario il 78% del volume della nostra atmosfera. Questa reazione è stata fondamentale per la nascita dell'atmosfera terrestre nella composizione attuale, e quindi importantissima per la nascita della vita. La comparsa dell'ossigeno nell'atmosfera e nei mari circa 2 miliardi di anni fa nella Grande Ossidazione ha creato anche lo strato di ozono che assorbe parte della radiazione ultravioletta del Sole proteggendo le forme di vita.
Un altro meccanismo che gode di una certa importanza è l'effetto serra. Infatti grazie a molecole come il vapor d'acqua, il metano e l'anidride carbonica, che assorbono la radiazione nell'infrarosso che proviene dal riscaldamento del suolo e dei mari, il pianeta è in grado di trattenere il calore e riscaldare la propria superficie. Bisogna sottolineare che questo fenomeno è molto delicato e potrebbe anche essere controproducente alla vita. Un chiaro esempio è dato dal pianeta Venere che oltre a non aver fissato il carbonio, ha anche creato un'atmosfera fitta e densa, dove l'effetto serra raggiunge livelli così alti da far raggiungere temperature dell'ordine dei 464 °C.
In tutti quei pianeti capaci di creare un'atmosfera secondaria tramite eruzioni vulcaniche, ha avuto anche luogo la condensazione dell'acqua, di fondamentale importanza per la vita. Questo fenomeno però è estremamente influenzato dalla temperatura, poiché avviene solo nei luoghi in cui la temperatura non è troppo alta per farla evaporare ne troppo bassa per congelarla. Si capisce dunque come mai su Venere, per via della temperatura troppo elevata, non fosse possibile la presenza di acqua liquida sulla superficie. Si hanno invece le prove quasi certe della presenza di acqua liquida sulla superficie di Marte, che nel primo miliardo di anni dalla sua nascita formava fiumi e forse anche un oceano, che copriva l'emisfero Nord del pianeta. Purtroppo, dopo che le condizioni all'origine dell'emissione vulcanica di vapore, anidride carbonica e metano e il suo campo magnetico vennero a mancare, la sua atmosfera svanì e l'acqua evaporò.
Sulla Terra l'acqua è una delle sostanze presenti in maggiore quantità, e una delle fondamentali per la vita. Si pensa che parte dell'acqua presente sul nostro pianeta possa essere stata trasportata anche dall'esterno tramite impatti con comete che ne contenevano grandi quantità. Questo dovrebbe essere avvenuto soprattutto in un periodo compreso tra i 4,1 e i 3,7 miliardi di anni fa nel Grande Bombardamento che ha coinvolto non solo la Terra, ma tutti i pianeti rocciosi, che potrebbero aver trasportato insieme all'acqua, anche sostanze prebiotiche.

### Origine della vita sulla Terra
Con Origine della Vita sulla Terra si intende il processo naturale con il quale sul nostro pianeta si sia formata la vita a partire da materia inanimata. Sebbene il dibattito sul principio sia ancora aperto, la maggior parte dei ricercatori concordano sul fatto che questo processo sia avvenuto non tramite un singolo evento, bensì in una serie di passaggi.

### Forme di vita estreme

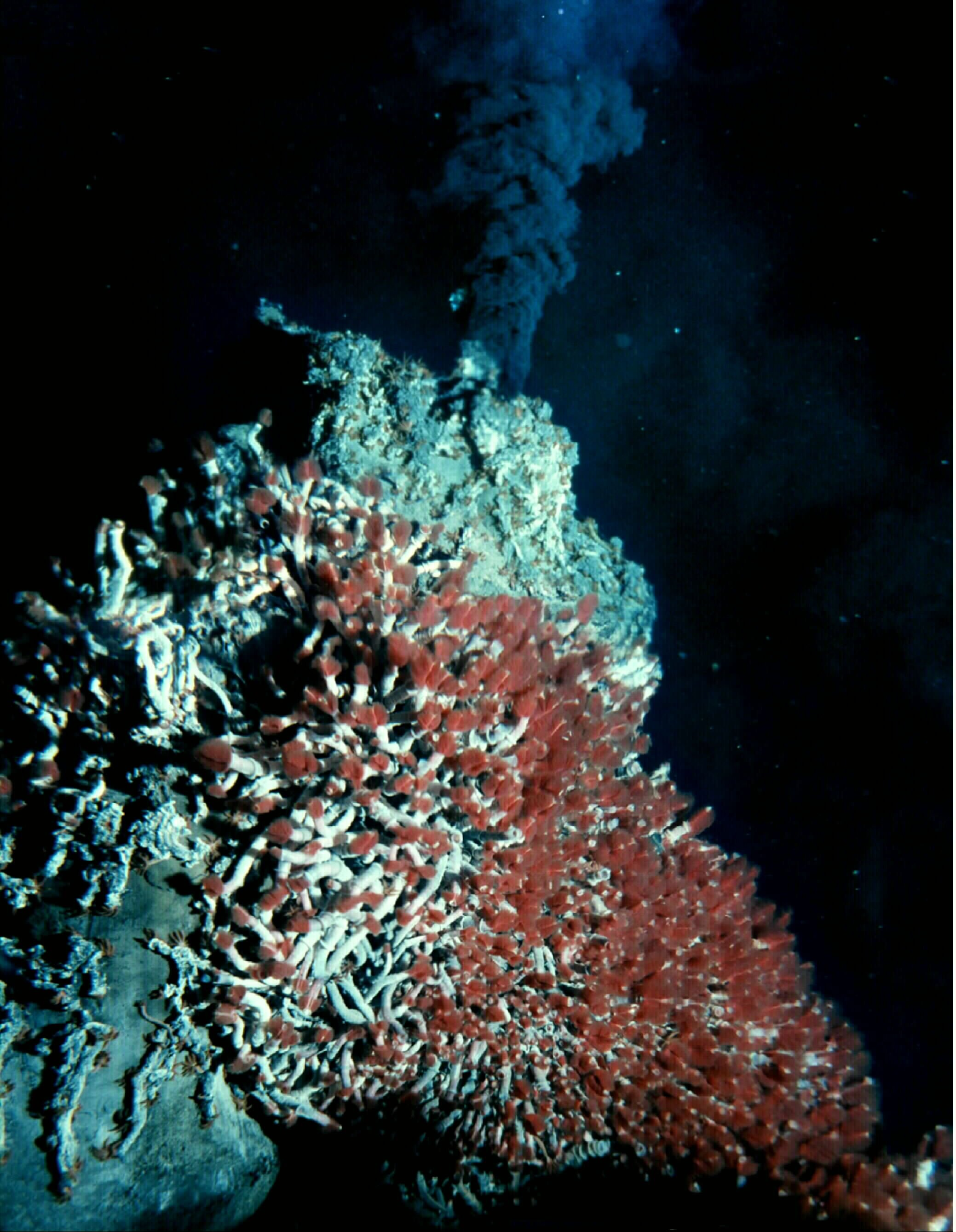
Comunità di animali (vermi a tubo, mitili e granchi) attorno ad una fumarola vulcanica sottomarina, detta "black smoker"

Esistono sulla Terra degli ambienti con condizioni così estreme (ad esempio temperature o pressioni estremamente alte o basse, alti livelli di radiazione, acidità, acqua contenente alte concentrazione di sale o altre sostanze) da essere simili a quelli extraterrestri. È importante quindi studiare gli esseri viventi che abitano questi luoghi, detti estremofili, per conoscere meglio le condizioni per cui si sia formata la vita sulla Terra primordiale o la possibilità di vita in ambienti alieni.
Le fumarole nere (black smokers) sono un esempio di questi ambienti. Si tratta di flussi scuri, simili a fumo, che fuoriescono da fessure presenti in zone di intensa attività vulcanica sottomarina. I metalli (soprattutto solfuro di ferro), a contatto con l'ossigeno, precipitano e danno il caratteristico colore scuro. Fenomeni simili a questi potrebbero trovarsi sulle lune di Giove e Saturno, ad esempio Encelado.  A causa della forte pressione, tra i 70 e i 300 bar, e dell'alta temperatura, superiore ai 370°, la sintesi dei composti organici può essere più semplice che in superficie. Si è rilevata inoltre una più alta concentrazione di zolfo, metano, idrogeno libero, fosforo, azoto e vari metalli. Queste condizioni, a parte l'assenza luce e l'alta pressione, sono quelle richieste dall'esperimento di Miller per la formazione spontanea di molecole organiche. Gli elementi emessi dai black smokers, reagendo con l'ambiente circostante, possono portare alla formazione di amminoacidi, la maggior parte dei quali sono instabili a causa delle condizioni estreme di questo ambiente. Tuttavia, grazie ai moti convettivi causati dai gas, queste sostanze passano rapidamente in acque fredde, in condizioni che permettono loro di essere stabili. Si sono trovate molte forme di vita attorno ai black smokers:
- batteri, la maggior parte dei quali sono archea anaerobici, eterotrofi, metanogeni e utilizzano il meccanismo della fermentazione e il ciclo dell'acido citrico. Non vi sono organismi che utilizzino la fotosintesi, ma esistono alcuni in grado di utilizzare la radiazione infrarossa prodotta dal calore dell'acqua e dalla pressione.
- numerosissime specie di animali, localizzate all'esterno degli sfiatatoi. Ne sono un esempio l'Alvinella (verme di Pompei), un verme che può resistere fino a 90 °C, la Riftia pachyptila, un verme a tubo lungo fino a 3 metri che vive in simbiosi, come altri di questi animali, con moltissimi batteri.

Lo studio di questo tipo di organismi ha permesso l'ipotesi secondo la quale la vita non debba necessariamente svilupparsi in superficie ed esposta alla luce.
Un altro esempio di ambiente estremo sono i clatrati oceanici, zone particolari situate nei fondali oceanici che si formano a pressioni che variano tra i 50 e i 100 bar e a temperature di pochi gradi. Come nei black smokers, attorno alla zona dei sedimenti vi sono numerosi batteri chemiosintetici e molti animali come mitili, molluschi e vermi a tubo. Solo i vermi del metano (methane ice worms) vivono all'interno dei clatrati. Anche qui esistono molti batteri e animali che riescono a sopravvivere senza il bisogno di luce. Una di queste zone si trova nel Golfo del Messico e si stima che si sia formata nel periodo Giurassico.
La maggior parte del pianeta Terra ha condizioni di vita che noi definiamo "estreme" ed è popolato da numerosissime specie di esseri viventi, per lo più microscopici. In realtà le condizioni di temperatura, pressione, composizione atmosferica, acidità e salinità necessarie per la sopravvivenza della specie umana sono molto ristrette e si potrebbe dire che siamo noi gli "estremofili" rispetto alle altre specie viventi. Questo allarga molto gli orizzonti di ricerca di vita su altri pianeti extrasolari, le cui condizioni ambientali possono essere proibitive per l'Uomo ma adatte a ospitare altre forme viventi.

## Ricerche di astrobiologia nel Sistema solare e intorno ad altre stelle
La ricerca di vita nel Sistema solare è legata alle somiglianze delle condizioni ambientali dei corpi che lo abitano con ambienti terrestri in cui è certa la proliferazione di vita.
Il pianeta Mercurio non riesce a trattenere l'atmosfera, condizione indispensabile per la vita sulla Terra, perché è troppo piccolo e caldo a causa della sua vicinanza con il Sole.
Venere, al contrario, ha un'atmosfera, ma questa è composta da una percentuale troppo elevata di CO2; infatti su Venere non è presente acqua allo stato liquido che ha il ruolo di catalizzatore nella reazione che permette la fissazione dell'anidride carbonica dall'atmosfera alle rocce. La CO2 in quantità elevate è un problema perché essa è trasparente alla radiazione proveniente dal Sole ma riflette i raggi infrarossi emessi dalla superficie del pianeta, producendo un effetto serra e un conseguente innalzamento della temperatura superficiale del pianeta che arriva a circa 464 °C; si ritiene che questa temperatura sia troppo elevata per ospitare vita simile a quella terrestre.
I corpi più interessanti per la ricerca di vita nel sistema solare sono:
- Marte, perché si pensa che in passato fosse presente acqua allo stato liquido;
- Venere, per gli stessi motivi di Marte e per la per la presenza di solfina;
- Europa, che probabilmente nasconde un oceano di acqua liquida sotto la spessa crosta ghiacciata;
- Titano, per i mari di metano sulla superficie; è anche interessante per la presenza di un'atmosfera costituita da azoto per il 95%;
- Encelado, con geyser d'acqua ghiacciata e un probabile oceano sotto la superficie.

L'interesse per questi corpi planetari ha portato alla progettazione di diverse missioni spaziali il cui scopo è quello di comprendere l'ambiente attuale, la sua evoluzione e la possibilità dello sviluppo di vita nel presente o in passato.
anche diversi esopianeti sono potenzialmente abitabili:
- Teegarden b;
- TOI-700 d;
- Kepler-1649 c
- TRAPPIST-1 d;
- Proxima b
- K2-72 e;
- Gliese 1061 d;
- Gliese 1061 c;
- Ross 128 b;
- Gliese 273 b;
- TRAPPIST-1 e;
- Kepler-296 Ae;
- Kepler-442 b;
- Gliese 667 Cf;
- Kepler-62 f;
- TRAPPIST-1 f;
- Teegarden c;
- Kepler-1229 b;
- Kepler-186 f,
- Gliese 667 Ce,
- TRAPPIST-1 g.

### Esplorazione di Marte

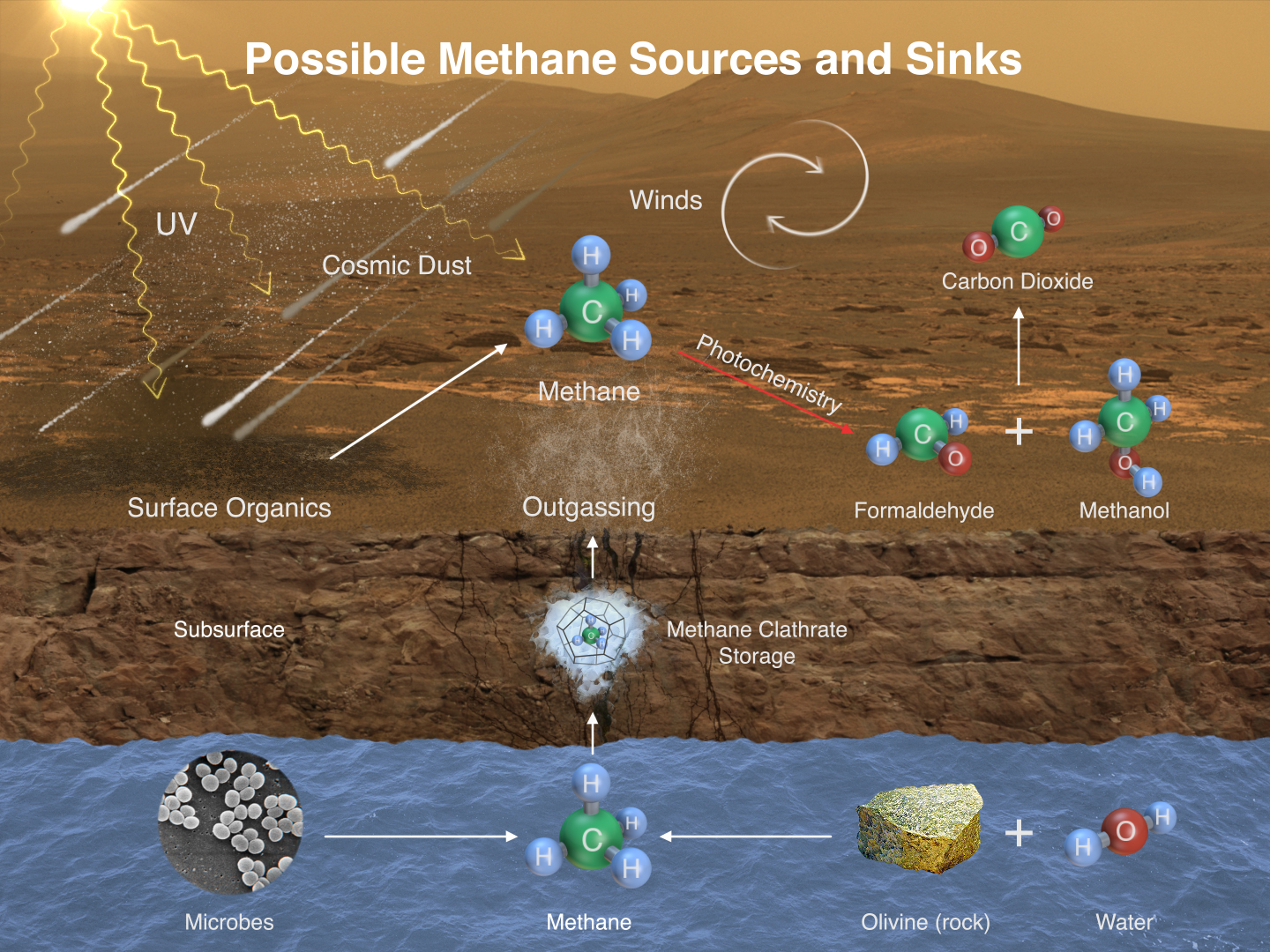
Possibili processi di produzione e distruzione delle sorgenti di metano osservate su Marte. Sono confrontati i due ipotetici processi biologici e non biologici.

Marte è un pianeta che ha sempre suscitato interesse perché ha alcune analogie con la Terra, come la formazione e l'evoluzione, ma è interessante soprattutto dal punto di vista dell'astrobiologia, a causa della probabile esistenza di oceani sulla superficie in passato e della presenza attuale di acqua sotto alla superficie. Inoltre, è il pianeta più facilmente raggiungibile rispetto ai satelliti di Giove e Saturno. Per questi motivi sono state progettate e svolte molte missioni. È detto "il pianeta rosso" per via del colore che hanno le sue sabbie contenenti ossidi minerali.
Dal punto di vista dell'astrobiologia la prima missione importante è stata la Viking; i lander Viking 1 e Viking 2 erano infatti entrambi equipaggiati con strumenti per svolgere esperimenti legati alla ricerca della vita. I risultati dei diversi esperimenti sono però di ambigua interpretazione.
Successivamente, dal 2006, grazie alla camera ad alta risoluzione HiRISE a bordo della Mars Reconnaissance Orbiter, sono state ottenute delle immagini con risoluzione di 30 cm/pixel, che hanno osservato dei crateri da impatto appena formati contenenti ghiaccio, il quale è sublimato per effetti stagionali durante le osservazioni successive; lo strumento SHARAD, ha permesso la rivelazione di ghiaccio di acqua fino a una profondità di 40 metri.
Gli obiettivi della missione ExoMars 2016 legati alla ricerca astrobiologica sono cercare tracce di vita presente e passata dallo studio dei gas che compongono l'atmosfera con gli strumenti NOMAD e ACS, come metano e idrocarburi, e realizzare una mappatura della distribuzione di acqua appena al di sotto della superficie con lo strumento FREND.
Oltre allo studio di immagini del pianeta rosso, si punta ad analizzare le componenti della superficie e ancora di più quello che c'è al di sotto. Infatti, da esperimenti condotti sulla Terra che hanno riprodotto l'ambiente marziano, si è scoperto che la radiazione presente sulla superficie del pianeta è troppo elevata per permettere la presenza di vita, ma uno strato di qualche centimetro di polvere è sufficiente a schermare la radiazione.
Nella futura missione ExoMars 2020 un rover atterrerà sulla superficie di Marte e sarà in grado di estrarre e analizzare campioni di terreno fino a 2 metri di profondità.
Inoltre, sono di grande interesse l'esplorazione dei tunnel presenti su Marte, che hanno un'origine vulcanica o carsica. Lo strumento HiRISE è in grado di identificare le entrate dei tunnel, da cui se ne può stimare la profondità minima grazie allo studio delle ombre.
L'esplorazione di questi ambienti è molto importante dal punto di vista scientifico, ma è anche tecnologicamente molto difficile da realizzare con dei robot. Per questo motivo si fa sempre più avanti l'idea di mandare astronauti sul pianeta rosso, come dimostrano i progetti CAVES e PANGAEA dell'ESA.

### Esplorazione dei satelliti di Giove e Saturno

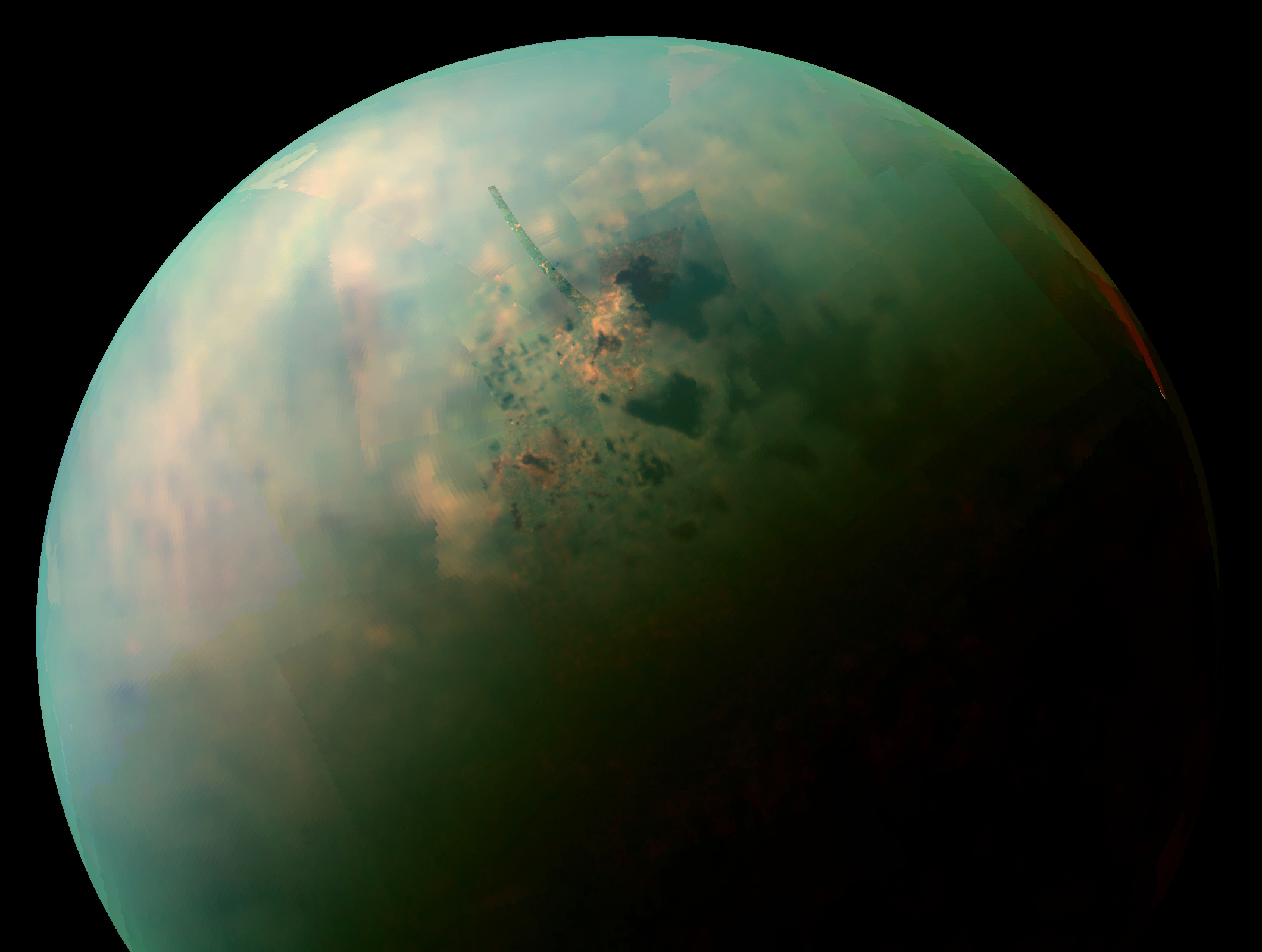
Emisfero di Titano, satellite di Saturno, con visibili i mari di metano liquido.

A causa della grande distanza, non sono state realizzate molte missioni per la scoperta di Giove e Saturno e delle rispettive lune.
Le prime immagini di Giove e Saturno sono state catturate dalle sonde Pioneer e Voyager, che hanno realizzato incontri ravvicinati con i pianeti gassosi durante il loro viaggio verso le zone più esterne del sistema solare.
La prima sonda dedicata all'esplorazione di Giove e dei suoi satelliti principali è stata Galileo, lanciata nel 1989 e giunta in orbita attorno a Giove nel 1995. Le scoperte importanti per l'astrobiologia riguardano i satelliti principali di Giove: Ganimede, Europa e Callisto. Essi sono dei corpi ghiacciati che molto probabilmente nascondono un oceano di acqua liquida sotto lo spesso strato di ghiaccio; se ci fossero delle fonti di calore, come per esempio i black smokers terrestri, non sarebbe da escludere la presenza di vita. La sonda Galileo ha osservato, tra le altre cose, le curiose caratteristiche superficiali di Europa, ricoperta di faglie lunghe migliaia di km. Queste si formano frequentemente a causa dell'interazione mareale con il gigante gassoso Giove, che frattura il ghiaccio superficiale come avviene nell'oceano artico terrestre ed è possibile constatare che le faglie più scure sono le più recenti e che da esse fuoriesce il materiale sottostante alla crosta ghiacciata. La missione JUICE, lanciata nel 2023, avrà il compito di studiare in modo più approfondito tutto il sistema gioviano e, in particolare, di catturare immagini più dettagliate dei satelliti di Giove compiendo per la prima volta orbite attorno ad essi.
L'unica missione volta all'esplorazione di Saturno e dei suoi satelliti è stata la Cassini Huygens, iniziata nel 1997 e arrivata a destinazione nel 2004. Il lander Huygens, atterrato su Titano, ha effettuato un'analisi dell'atmosfera del satellite e ha individuato la presenza di idrocarburi, firma di una possibile presenza di vita. Titano è infatti l'unico satellite del Sistema solare ad avere una atmosfera sviluppata, e ha la caratteristica di essere riducente, come quella che si pensava, erroneamente, avesse la Terra primordiale. Numerosi esperimenti, condotti inizialmente per comprendere l'origine della vita sulla Terra, come l'esperimento di Miller, hanno evidenziato che in un'atmosfera simile a quella di Titano ed in presenza di radiazione ultravioletta si possono sviluppare molecole organiche come la tolina. Il metano è l'elemento maggiormente coinvolto nelle reazioni chimiche che avvengono nell'atmosfera e producono idrocarburi; queste reazioni sono irreversibili, quindi è necessario ipotizzare una fonte di metano e una ciclo a idrocarburi, che potrebbe essere l'analogo del ciclo idrico terrestre. Inizialmente si è pensato alla presenza di oceani di metano sulla superficie di Titano. Effettivamente, dalle misurazioni svolte, la temperatura e la pressione superficiali sono adatte alla presenza di metano allo stato liquido. Le prime immagini ottenute dalla sonda Huygens mostrano però delle regioni aride e dei corsi fluviali prosciugati. Successivamente sono state raccolte due prove importanti della presenza di liquidi sulla superficie di titano. Nel 2008 lo strumento VIMS individua nella regione denominata Ontario Lacus la presenza di etano, metano e in minor quantità di altri idrocarburi che, formatisi nell'atmosfera per fotodissociazione, devono essere precipitati sotto forma di pioggia sulla superficie ed essere quindi nello stato liquido. La seconda prova è stata raccolta nel 2009, quando è stata osservata una riflessione speculare, possibile solo se la superficie che riflette è costituita da elementi nello stato liquido. Le regioni contenente liquidi sono troppo ridotte per permettere il riciclo del metano nell'atmosfera, per questo motivo si pensa che altro metano possa provenire dall'interno del satellite dove è rimasto intrappolato in clatrati durante la formazione di Titano oppure formato per serpentinizzazione. Il metano potrebbe essere rilasciato nell'atmosfera dai criovulcani.
Per quanto riguarda Encelado, la sonda Galileo ha fotografato diversi geyser di acqua ghiacciata emessi da regioni che appaiono geologicamente giovani, pieni di striature dette "tiger stripes".

### Esplorazione degli ambienti dei pianeti extrasolari

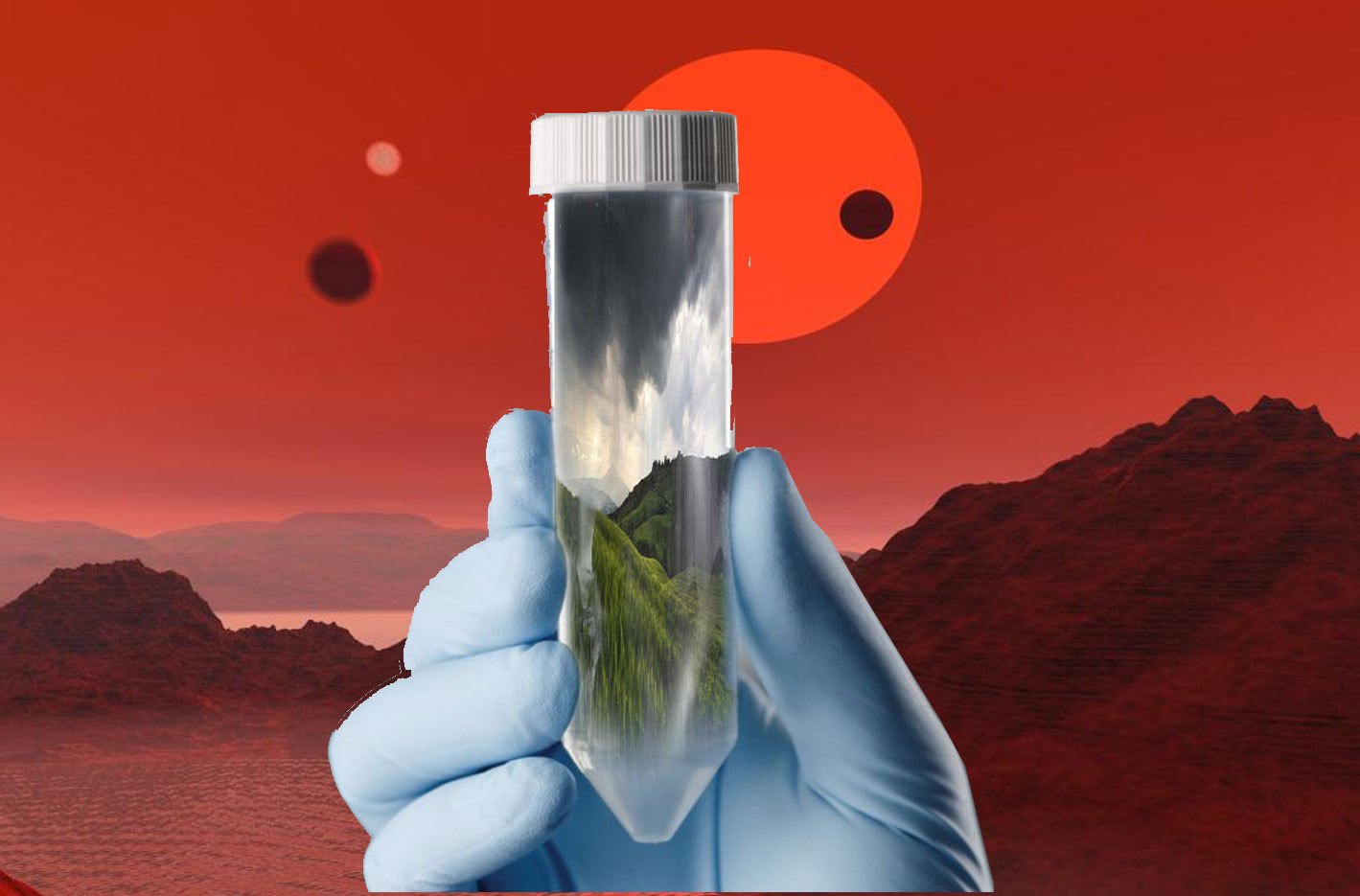
Rappresentazione artistica di TRAPPIST1 coi suoi pianeti e la ricerca di tracce biologiche con esperimenti.

Lo studio dell'atmosfera di un pianeta extrasolare può essere utile a comprendere se in esso siano presenti o meno forme di vita. 
Per farlo si usano telescopi che lavorano nel regime dell'infrarosso, in modo da rivelare tracce di gas che emettono o assorbono in queste lunghezze d'onda e si analizza la luce di questi pianeti mediante spettrometria.
Esistono tuttavia dei segni della presenza di forme di vita sulla Terra che sono rilevabili dallo spazio. Questi segni da ricercare nelle atmosfere degli esopianeti, simili ai marcatori biologici,  sono le righe di assorbimento di ossigeno (O2), ozono (O3), metano (CH4), acqua (H2O), anidride carbonica (CO2), che potrebbero essere indice di una biosfera attiva, e la presenza di clorofilla.
Dagli spettri di riflettanza della Terra, la presenza di clorofilla si vede grazie al red-edge, ovvero il picco attorno alla lunghezza d'onda di 800 nm. 
È tuttavia da dire anche che, se le caratteristiche del pianeta extrasolare sono diverse da quelle terrestri (se ad esempio la stella attorno a cui ruota il pianeta non è di tipo solare), si potrebbe non essere in grado di distinguere tra origine biologica e non biologica di tali tracce.
Tra le missioni future che prevedono di studiare le atmosfere dei pianeti extrasolari c'è Ariel, che verrà lanciato nel 2028.

## Viaggi spaziali e sopravvivenza di forme di vita

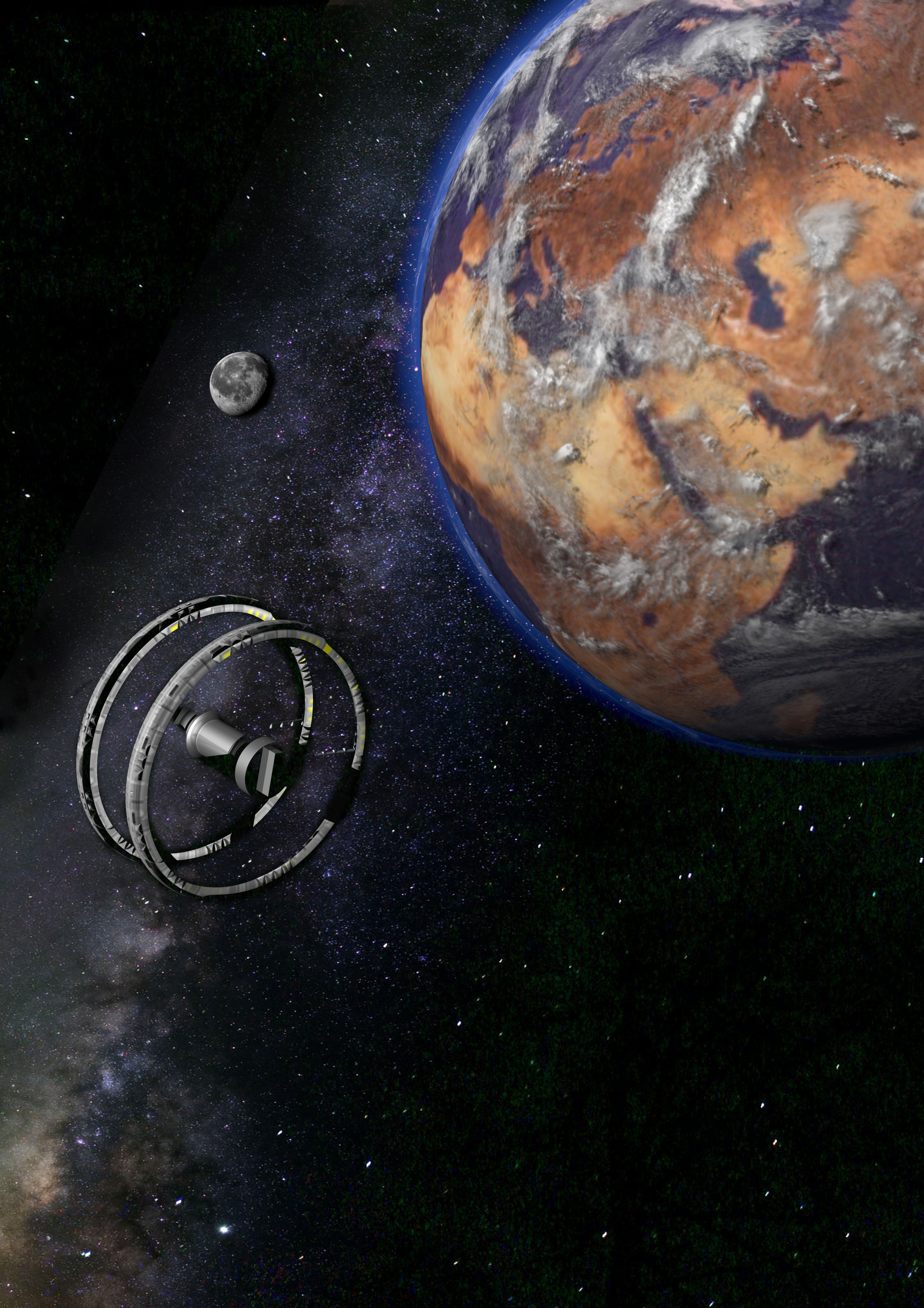
Rappresentazione artistica di una stazione orbitale intorno alla Terra

Un altro argomento dell'astrobiologia riguarda la possibilità di esplorare pianeti del Sistema solare o di altre stelle e l'interazione tra l'ambiente spaziale le forme di vita umane e non solo. Le ipotesi di viaggi interstellari devono tener conto dei danni subiti dagli esseri viventi in ambienti extraterrestri e della mancanza di energia necessaria a rendere fattibili questi viaggi.

### Esseri umani, animali e piante nello spazio extraterrestre
Anche se protetti da un veicolo spaziale, gli astronauti (e i loro batteri, animali e piante) subiscono danni dalle particelle dei raggi cosmici e dall'assenza di forza di gravità.
Il danno che i raggi cosmici e le radiazioni elettromagnetiche ad alta energia possono provocare sui viventi è molto elevato. Se la probabilità di morire di cancro per un essere umano che vive in una nazione sviluppata è del 30%, per un uomo non fumatore dopo un viaggio su Marte può aumentare moltissimo. Un viaggio del genere quindi non si può mettere in pratica con dei rischi così elevati e richiederà soluzioni speciali.
La mancanza di gravità è un secondo aspetto con effetti complessi: Per studiare gli effetti che subiscono animali, piante ed umani nello spazio si conducono degli esperimenti sulla ISS, tra questi alcuni riguardano la mancanza di gravità. Sulla stazione la gravità è 10−6 g, un milionesimo rispetto a quella sulla superficie terrestre (microgravità). Alcuni effetti causati dalla microgravità sono, tra i tanti:
- In queste condizioni si perde la percezione di alto e basso, data da alcuni organelli (statoliti per le piante e otoliti per gli animali), che in presenza di gravità si depositano verso il basso e in microgravità invece fluttuano.
- Nella crescita la struttura delle piante subisce delle modifiche[47], poiché non c'è più una precisa direzione verticale che indirizza rami e radici. Le piante in microgravità crescono più rapidamente all'inizio, poi si curvano e perdono la dominanza apicale. Le radici e i rami secondari possono diventare predominanti e crescere più di quelli primari.
- Sono state anche coltivate piante di frumento, utilizzando culture idroponiche, messe cioè tra due strati in cui scorre un fluido nutriente.
- Si è vista una maggiore produzione di insulina umana e di alcune proteine rispetto a quando si è in presenza di gravità[48].
- Per quanto riguarda gli animali la gravità influenza le cellule riproduttive[49]. Esperimenti condotti sulla rana acquatica Xenopus laevis e altri animali mostrano che in assenza di gravità alcuni embrioni subiscono deformazioni alla spina dorsale, mentre altri come il riccio di mare  non subiscono effetti negativi.

Sugli umani gli effetti della mancanza di gravità sono molteplici, come studiato dalla medicina spaziale. In sintesi (citare libro ESA):
- il sistema vestibolare è disturbato; si perde il senso dell'equilibrio e non si percepiscono le direzioni; Si ha come la sensazione continua di precipitare in caduta libera;
- si hanno false sensazioni di moto degli arti e degli ambienti;
- si può avere mal di spazio;
- poiché non c'è gravità i fluidi si ridistribuiscono dagli arti in tutto il corpo (Riflesso di immersione) e queste variazioni dei fluidi extracellulari producono facce paffute e gambe sottili;
- parte dei fluidi passa dal sangue ai tessuti;
- il corpo non ha sete, non beve, ma elimina di più i liquidi, diminuendo il volume sanguigno;
- il cuore lavora meno e diminuisce di dimensioni e diminuisce successivamente anche l'eliminazione dei liquidi;
- i muscoli si atrofizzano per mancanza di resistenza all'ambiente;
- le ossa perdono calcio e si indeboliscono;
- la spina dorsale si allunga;
- diminuisce la vitamina D per mancanza di luce solare diretta.

Il corpo per riprendersi e far tornare ossa e muscoli allo stato normale impiega un tempo maggiore alla durata della missione.
All'interno di una navicella o nella stazione spaziale ISS gli esseri viventi sono protetti dalla riproduzione di un ambiente terrestre (atmosfera, pressione, temperatura, umidità, polveri, sterilizzazione). Nello spazio vuoto invece le cellule vegetative e gli organismi viventi, ricchi d'acqua, possono andare incontro alla distruzione poiché l'acqua congela aumentando di volume e sublima molto velocemente per la pressione troppo bassa (sublimazione esplosiva). Si usano per questo le tute spaziali quando si esce dalla navicella e durante le attività extraveicolari. 
Alcuni esseri viventi però in condizioni estreme possono assumere delle strutture molto resistenti (spore), sospendendo il loro metabolismo. Il freddo quindi per queste forme di vita non è un problema, ma lo rimane la radiazione UV e le particelle cariche, che provocano danni al DNA. Si è osservato che il DNA viene danneggiato molto dalla radiazione UV di lunghezza d'onda di 260 nm (UV-C).  Tuttavia alcuni batteri e piccoli organismi come i tardigradi in condizioni di vuoto e a basse temperature riescono a sopravvivere in esperimenti condotti nello spazio, mentre il batterio il Deinococcus radiodurans resiste a dosi di radiazioni che sarebbero letali per un essere umano, grazie a copie multiple del suo DNA.
Si porrebbe quindi il problema di una panspermia diretta ma involontaria: se i veicoli spaziali non fossero ben sterilizzati, potrebbero contaminare altri pianeti, se i batteri riuscissero a sopravvivere nello spazio.

### Energia dei viaggi spaziali e tempi di percorrenza

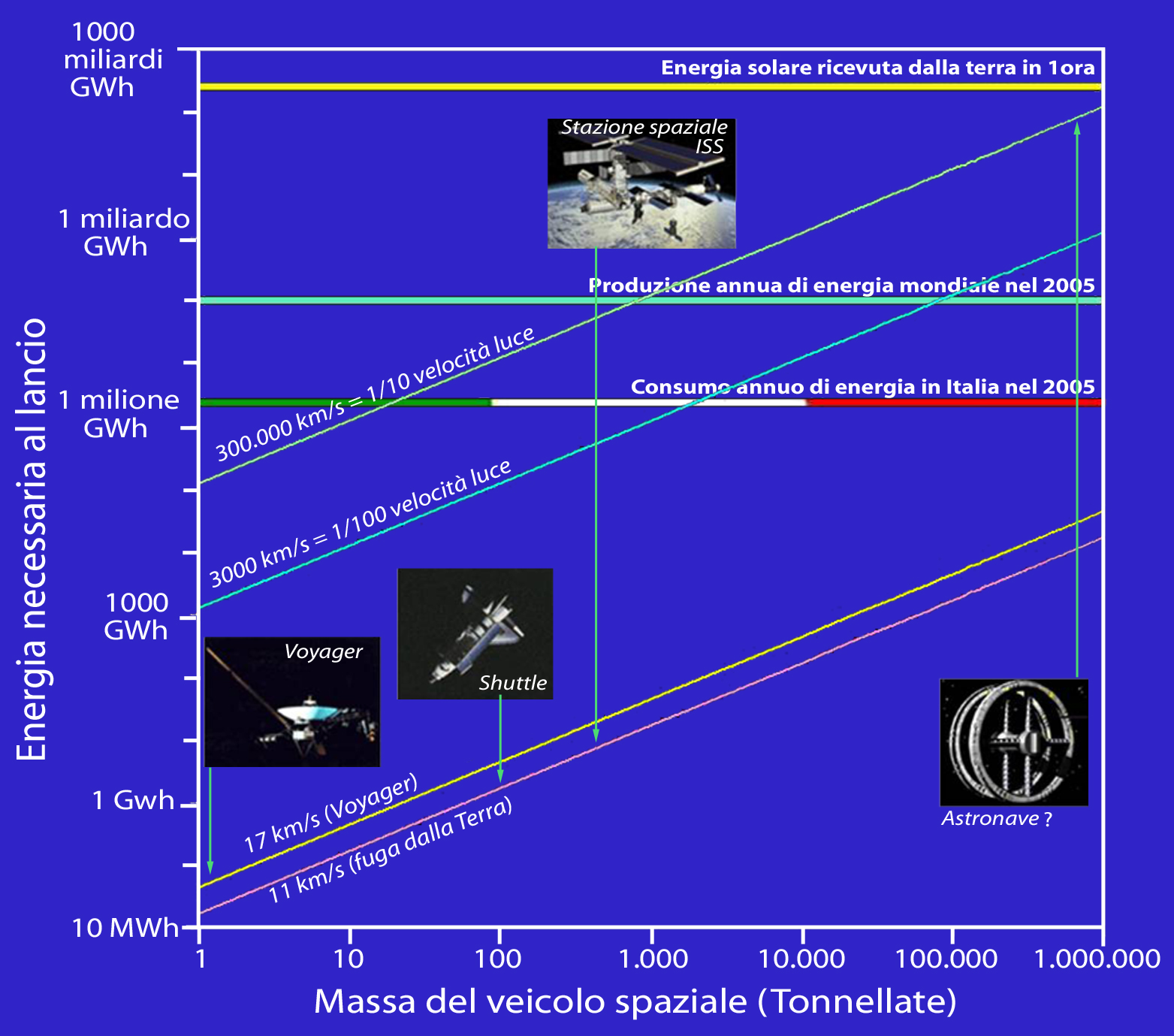
L'energia necessaria per lanciare nello spazio varie sonde o astronavi, confrontata con la loro massa nell'ipotesi non relativistica, confrontata con la produzione di energia nazionale, mondiale e emessa dal Sole.

I viaggi nello spazio a grandi distanze potrebbero non essere fattibili a causa dell'energia richiesta per il volo e la protezione degli esseri viventi a bordo; se questa energia supera di molto la disponibilità del pianeta, un viaggio interstellare non sarebbe mai possibile, indipendentemente dal livello di civiltà e tecnologia raggiunto.
Per lanciare un veicolo nello spazio da un pianeta c'è bisogno di un'energia cinetica tale da superare l'energia gravitazionale del pianeta stesso. Si deve raggiungere quindi una velocità pari o maggiore della velocità di fuga. Per un corpo sulla Terra la velocità di fuga dal pianeta è di 11,2 km/s, mentre una sonda lanciata dalla Terra per sfuggire alla forza di gravità del Sole deve raggiungere almeno 42,42 km/s.
Per raggiungere una velocità sufficiente per il lancio si usa il terzo principio di azione e reazione: viene sparato del gas ad alta energia dai motori a razzo e a questa velocità di scarico corrisponde una velocità di spinta, che fa muovere il corpo in avanti, come effetto di rinculo.
Il problema è che i veicoli spaziali usati fino all'inizio del XXI secolo hanno la maggior parte del peso in combustibile e razzi vettori  che vengono persi subito dopo il lancio. Ad esempio nei lanci dello Shuttle il carico utile (esperimenti e equipaggio) era solo 28 tonnellate rispetto a 1900 tonnellate di serbatoi e missili. Il costo in termini di energia cinetica derivante da combustibile è quindi molto elevato e cresce tanto più quanto più è alta la velocità che si vuole raggiungere e la massa della navetta spaziale. A velocità che si avvicinano a 30.000 km/s, 1/10 della velocità della luce, il costo del volo in termini di energia può diventare insostenibile. Si può cercare di aumentare la velocità di volo sfruttando ad esempio l'effetto fionda, metodo utilizzato dalle sonde Voyager, oppure usando vele solari o vele magnetiche, che accelerano progressivamente sfruttando la radiazione e il vento solare. Tuttavia quest'ultimo metodo non ha ancora raggiunto risultati efficienti. Per frenare poi, una volta che il corpo è arrivato alla meta, occorre utilizzare dei retrorazzi con ulteriore dispendio di energia oppure l'attrito atmosferico (aerobraking) se il pianeta di arrivo è provvisto di atmosfera.
Oltre all'energia, il problema dei viaggi spaziali è la loro durata. Andare a velocità molto elevate significa diminuire il tempo di viaggio, ma anche consumare più energia. Arrivando a velocità vicine a quella della luce, se ad esempio si volesse arrivare al centro galattico, il viaggio durerebbe 80000 anni rispetto alla Terra, un tempo molto maggiore dell'età media di un umano, e della durata della stessa tecnologia utilizzata per mantenerlo in vita nell'astronave. Tuttavia fisicamente non è possibile andare a velocità maggiori, poiché, dalla teoria della Relatività Speciale, muoversi alla velocità della luce corrisponde a sfruttare un'energia infinita per un corpo dotato di massa e il problema sarebbe proprio trovare questo ammontare di energia. Secondo teorie cosmologiche ci sarebbero dei modi per spostarsi lungo traiettorie più corte (tunnel spaziali), ma non vi sono ancora prove a favore di ciò. È pensabile che, indipendentemente dalla tecnologia, un viaggio spaziale sia troppo alto in costi energetici per qualsiasi civiltà in grado di muoversi nello spazio.

## Comunicazione con civiltà extraterrestri

### Progetti SETI
Il Progetto SETI  (Search for Extra Terrestrial Intelligence) è un progetto nato nel 1960 ad opera dell'astronomo Frank Drake, con lo scopo di cercare forme di vita intelligenti fuori dal Sistema solare. In questo contesto, vi sono stati numerosi progetti di ricerca tramite radiotelescopi per rilevare eventuali messaggi provenienti da altre civiltà, finanziati anche da privati. Le ricerche svolte dal SETI sono di vario tipo: targeted search (osservazione accurata di speciﬁci target), serendipity mode (collocare un ricevitore ad un radiotelescopio che sta compiendo altre ricerche e riceverne passivamente i dati) o survey (esplorazione uniforme di tutto il cielo). Poiché questi progetti producono una notevole quantità di dati, è stato avviato il progetto SETI@home. In pratica, è possibile installare sul proprio computer un software che analizzi i dati raccolti nell'ambito del progetto SETI, in modo da ridurre la mole di lavoro degli scienziati. Ci sono milioni di persone in più di 200 Paesi che partecipano al progetto e, nel complesso, hanno dato un contributo equivalente a milioni di anni di analisi.
Il simbolo più famoso del progetto SETI fu il radiotelescopio di Arecibo, situato nell'isola di Porto Rico e con un'antenna di circa 300 m di diametro. Dal 1963 fino al 2020 questo telescopio venne usato, più di ogni altro, per cercare segnali radio provenienti da altre civiltà, senza successo. La frequenza a cui ci si aspetta di trovare segnali inviati da altre civiltà è quella caratteristica dell'atomo di idrogeno. Essendo quest'ultimo l'elemento più abbondante dell'universo, una civiltà intelligente dovrebbe conoscerlo e dovrebbe quindi conoscerne le emissioni caratteristiche. Questa frequenza è quella a 1420 MHz, corrispondente a una lunghezza d'onda di 21 cm. Altre proposte riguardano l'ascolto alla lunghezza d'onda di 17 cm, ovvero quella tipica dell'ossidrile, oppure a multipli e divisori di queste lunghezze d'onda.
Il progetto SETI non si è limitato ad ascoltare, ma ha anche tentato di inviare messaggi. Nel 1974, dall'omonimo radiotelescopio, venne inviato il messaggio di Arecibo: una trasmissione radio della durata di 3 minuti verso l'ammasso stellare M13, a circa 25000 anni luce di distanza, alla frequenza di 2381 MHz. Il messaggio rappresenta alcuni aspetti significativi della vita umana: i numeri da 1 a 10, i numeri degli elementi atomici alla base della vita, la formula chimica del DNA, il numero di nucleotidi nel DNA, una rappresentazione dell'elica dello stesso DNA, la figura stilizzata di un essere umano, il numero di esseri umani sulla Terra all'epoca, una schematizzazione del Sistema solare e una rappresentazione schematica del radiotelescopio di Arecibo. Il tutto è interamente scritto in codice binario, poiché si suppone che una civiltà dotata di tecnologia conosca tale sistema numerico. Essendo l'ammasso M13 così lontano, non è possibile aspettarsi una risposta, sempre che qualcuno riceva il messaggio, prima di 50000 anni. Quindi, l'invio di questo messaggio fu più un atto simbolico che un reale tentativo di comunicazione con civiltà aliene.

### Messaggi su sonde spaziali
Gli esseri umani hanno fatto altri tentativi di comunicazione oltre al messaggio di Arecibo. Nel 1972 e nel 1973 vennero lanciate dalla NASA le sonde Pioneer 10 e Pioneer 11 rispettivamente, entrambe dirette all'esplorazione del Sistema solare, in particolare di Giove e Saturno. Completata la loro missione, entrambe furono spedite su orbite che le avrebbero portate fuori dal Sistema solare stesso. Su di queste vennero piazzate due piastre di alluminio anodizzato in oro (15,24 x 22,96 cm) recanti alcune immagini significative, nella speranza che una civiltà intelligente le possa un giorno trovare ed interpretare. Tra queste, spicca la rappresentazione della posizione della Terra rispetto alle pulsar più vicine, con i rispettivi periodi espressi nel sistema binario.
Una cosa molto simile è stata fatta per le sonde Voyager 1 e Voyager 2, lanciate ne 1977 e dirette verso l'esplorazione di Giove, Saturno, Urano e Nettuno. Queste recano dei dischi microsolco dorati, a lettura meccanica come i dischi fonografici in vinile, contenenti sia immagini che suoni rappresentativi del nostro pianeta e della nostra cultura, tra cui messaggi in 55 lingue, 35 suoni umani e 27 opere musicali.

### Protocollo SETI - post scoperta dell'ONU
Nel caso in cui un osservatorio rilevi un segnale che potrebbe essere stato inviato da una civiltà intelligente, esiste una ben precisa procedura da seguire Questo è il Protocollo SETI di post-rilevazione. La persona che rileva tale messaggio è tenuto ad informare altri osservatori, i quali hanno il compito di studiare il segnale per confermare o smentire la possibile origine aliena. In caso di smentita, l'origine è da ritenersi temporaneamente sconosciuta. In caso di conferma, bisogna informare l'Ufficio Telegrammi Astronomici dell'Unione Astronomica Internazionale, il Segretario Generale dell'ONU, i principali organismi di telecomunicazioni e le agenzie spaziali. In seguito, l'Unione internazionale delle telecomunicazioni di Ginevra ha il compito di minimizzare le trasmissioni alla frequenza a cui è stato rilevato il segnale, per facilitarne lo studio. L'Unione Astronomica Internazionale ha il compito di informare il mondo scientifico e, in seguito, tutti i Paesi del mondo. L'ONU deve quindi nominare una speciale commissione, il cui compito è decidere se e come rispondere. Poiché un'eventuale risposta deve essere rappresentativa di tutta la razza umana, la decisione deve godere di ampio appoggio internazionale.

### Paradosso di Fermi
Nonostante più di mezzo secolo di ricerche SETI, nessun segnale da parte di una intelligenza extraterrestre è mai stato captato. Questo comporta una riflessione che è detta Paradosso di Fermi. Il paradosso di Fermi, che pare sia stato formulato dal fisico Enrico Fermi negli anni cinquanta, è riassumibile con la frase: «Se la nostra galassia pullula di civiltà extraterrestri, come mai non siamo ancora entrati in contatto con esse?».
Questo paradosso si collega al dibattito relativo all'equazione di Drake, la quale rappresenta una stima del numero di civiltà intelligenti e in grado di comunicare nella Via Lattea. Non esiste un valore ufficiale per questa stima, poiché il risultato dipende fortemente dalle assunzioni fatte. Gli scettici fanno assunzioni tali per cui il risultato è che la nostra deve essere l'unica civiltà intelligente nella galassia. Gli ottimisti arrivano a stimare anche molte migliaia di civiltà in grado di comunicare (fra questi, spicca il noto autore di fantascienza e divulgatore scientifico Isaac Asimov). In quest'ottica, il paradosso di Fermi viene visto come un'argomentazione a sostegno dell'ipotesi della rarità della Terra: il fatto che l'umanità non sia ancora entrata in contatto con nessuna civiltà aliena deve implicare che non esista nessuna civiltà all'infuori della nostra. Il ragionamento è di per sé fallace, in quanto l'assenza di prove non è una prova dell'assenza di qualcosa. Tuttavia, questo offre diversi spunti di riflessione riguardo al dibattito sulla possibile esistenza di forme di vita aliene.
Ci sono comunque diverse possibili soluzioni a questo paradosso (a parte quella secondo cui l'umanità è l'unica civiltà intelligente nella galassia). Per esempio, potrebbe darsi che le civiltà intelligenti abbiano vita breve (i motivi possono essere diversi, anche se occorre definire cosa si intende esattamente per "breve") e quindi ne sono esistite alcune nel passato oppure ne esisteranno altre nel futuro con cui non potremo entrare in contatto. Si può anche ipotizzare che esistano altre civiltà ma che le distanze interstellari siano troppo grandi per consentire qualunque tipo di spostamento o di comunicazione efficace per mancanza di energia sufficiente. Oppure ancora, queste potrebbero esistere ma non essere interessate al comunicare, per motivi etici o religiosi di rifiuto della tecnologia o perché vivono in ambienti sotterranei o subacquei, oppure ancora perché usano forme di comunicazione diverse dalle onde radio. Infine, esse potrebbero effettivamente comunicare ma in una maniera che non possiamo recepire o comprendere.

### Incontri tra civiltà diverse
Nel corso della storia umana, ci sono stati innumerevoli casi di incontri tra una civiltà più evoluta e una più primitiva, e quest'ultima ha sempre avuto la peggio. Un primo esempio è la deportazione e il confinamento in riserve e lo sterminio dei nativi del Nord America ad opera degli Americani. Vi è poi il caso degli spagnoli e dei portoghesi che hanno conquistato le popolazioni dell'America Centrale e Meridionale, tra cui i Maya,  gli Aztechi e gli Incas, sfruttandone le risorse e cancellando la maggior parte delle testimonianze della loro civiltà. Gli Aztechi o Tenocha e gli Incas avevano a loro volta conquistato e cancellato culture precedenti insediatesi nei territori conquistati. Destino simile venne riservato agli aborigeni australiani, sempre ad opera degli europei. Stragi involontarie sono state causate da epidemie di morbillo o altre malattie a cui gli occidentali sono resistenti o vaccinati che sono entrati in contatto, sia pur con buone intenzioni, con popolazioni isolate che non avevano mai avuto contatto con altri popoli.
In quest'ottica, viene da chiedersi se sia effettivamente auspicabile l'incontro con un'eventuale civiltà aliena tecnologicamente molto avanzata. Il rischio è, appunto, quello di essere sterminati a causa della loro superiorità tecnologica oppure a causa degli agenti patogeni da essi trasportati. Un eventuale contatto diretto potrebbe portare la nostra civiltà ad interrogarsi su molti aspetti religiosi, filosofici e scientifici.